# Кирпичный (Ставропольский край)
Кирпичный — упразднённый посёлок в Ставропольского края России. На момент упразднения входил в состав Белоугольного сельсовета Ессентукского горсовета. В 1995 году включен в состав города Ессентуки и исключен из учётных данных.

## География
Посёлок располагался в квадрате образованным реками Бугунта и Подкумок, Боргустанским шоссе и региональной трассой А157. В настоящее время представляет собой часть микрорайон Белый Уголь города Ессентуки.

## История
Точная дата образования посёлка не установленна. По всей видимости посёлок возник при кирпичном заводе. По данным на 1914 год при станице Ессентукской имелись 14 кирпичных заводов. На карте 1926 года на месте посёлка обозначены строения с садами и огородами. Но в «Списке населённых мест Терского округа по данным на 1927 год» населённый пункт не упоминается, что может свидетельствовать о том, что территория посёлка являлась частью города Ессентуки. На карте начала 1940-х годов на месте посёлка обозначен населённый пункт с регулярной застройкой и по крайней мере одной центральной улицей, но название посёлка вновь не подписано,.
В 1970 году в составе Предгорного района создан Белоугольный сельсовет, в перечне населённых пунктов вошедших в состав сельсовета посёлок Кирпичный отсутствует. Но упоминается, расположенный на территории сельсовета, кирпичный завод. В 1981 году сельсовет передан в состав Ессентукского городского Совета народных депутатов.
Постановление Главы администрации Ставропольского края от 11.01.1995 г. № 7 упразднён Белоугольный сельсовет (с подчинёнными его администрации посёлками Белый Уголь и Кирпичный) Ессентукского горсовета, включив его в черту г. Ессентуки как микрорайон «Белый Уголь».